# تشارلز فان إنغر
تشارلز فـان إنغر (بالإنجليزية: Charles Van Enger)‏ هو مصور سينمائي أمريكي، ولد في 1890 في بورت جيرفيس في الولايات المتحدة، وتوفي في 1980 في وودلاند هيلز، كاليفورنيا في الولايات المتحدة.

## وصلات خارجية
- تشارلز فـان إنغر على موقع IMDb (الإنجليزية)
- تشارلز فـان إنغر على موقع ألو سيني (الفرنسية)
- تشارلز فـان إنغر على موقع أول موفي (الإنجليزية)
- تشارلز فـان إنغر على موقع قاعدة بيانات الأفلام السويدية (السويدية)
- تشارلز فـان إنغر على موقع قاعدة بيانات الفيلم (الإنجليزية)
- تشارلز فـان إنغر على موقع كينوبويسك (الروسية)